# Alaba (liyu woreda)
Alaba är en liyu woreda (ett speciellt distrikt) i Etiopien.   Den ligger i regionen Ye Debub Biheroch Bihereseboch na Hizboch, i den centrala delen av landet, 180 km söder om huvudstaden Addis Abeba. Antalet invånare är 232 325.